# 安世通
安世通，祖籍安息，南宋学者，父亲为宋朝武官，有谋策。
安世通开始隐居于青城山，出家为道人，自号青城山道人。宋宁宗开禧二年（1206年），四川宣抚副使吴曦反叛，将阶州、成州、西和州、鳳州之地献于金朝，安世通献书于成都帅杨辅。建议聚军民，散金粟，集忠义，联夔州路、梓州路的军队，共讨吴曦。并引用庄子之言“可以生而生，福也，可以死而死，亦福也”。来坚定杨辅之志，吴曦兵败后，四川向朝廷推荐名士，以安世通为首。